# NK FEŠK Feričanci
NK FEŠK je nogometni klub iz Feričanaca, najzapadnijeg općinskog središta u Osječko-baranjskoj županiji. 
Osnovan je 1. lipnja 1927. godine, a od nogometne sezone 2015./16. natječe se u 1. ŽNL Osječko-baranjske županije. U klubu uz seniorski sastav natjecateljski nastupaju i ekipe juniora, pionira i početnika, a trenira i ekipa limača. Klub je član Nogometnog središta Našice. 2024./25. – prvak 2. ŽNL NS Našice i kroz kvalifikacije biva bolji od ekipe NK Mladost Črnkovci rezultatom 1:3 i 5:0, te se vraća u 1. ŽNL Osječko-baranjska, nakon ispadanja iz iste u sezoni 2023/24.

## Uspjesi kluba
2004./05. – prvak 2. ŽNL NS Našice,
2005./06. – prvak 1. ŽNL Osječko-baranjska,
2015./16. i 2016./17. – Kup NS Našice
2024./25. – prvak 2. ŽNL NS Našice,